# Bonifacio Lastra López
Bonifacio Lastra López (Buenos Aires, 23 de febrero de 1905 - ibidem, 3 de enero de 1982) fue un abogado, político y escritor argentino. Simpatizante del nacionalismo católico, fue embajador de la Argentina ante la UNESCO.

## Biografía
Lastra era miembro de una familia tradicional de la Argentina. Se formó como abogado en la Universidad de Buenos Aires, diplomándose en 1927. Estaba casado con Estela González, hija de Joaquín V. González.
Fue funcionario del Departamento Nacional del Trabajo durante la década de 1930, donde tuvo como compañero a José Figuerola. Analizando la cuestión social argentina. 
Militó en la agrupación católica Movimiento de la Renovación que encabezaba su primo Bonifacio del Carril, hasta que se sumó a las filas de la Alianza Libertadora Nacionalista. Preocupado por la situación del país, se destacó como el principal orador de aquella agrupación señalando al «comunismo, a los masones y judíos» como responsables de la decadencia de la Argentina.[cita requerida] En aquella época escribió la letra del himno aliancista, cuya música había sido compuesta por Cecilio López Buchardo.
Al producirse la revolución del 43, los militares en el gobierno convocaron a los miembros de la ALN para colaborar con el nuevo régimen ocupando puestos de funcionarios estatales. Lastra solicitó asumir como director del Departamento Nacional del Trabajo para fomentar la organización de corporaciones sociales que producirían una revolución civil, pero su petición le fue negada ya que el Juan Domingo Perón había exigido lo mismo. No obstante ello, el abogado trabajó junto al ascendente militar para producir la reforma de los sindicatos que luego servirían de apoyo al Movimiento Nacional Justicialista.
En las elecciones de 1946 el abogado fue candidato a diputado nacional en el distrito de Capital Federal por la lista de ALN, pero no consiguió los votos suficientes como para entrar al parlamento argentino. Poco después se alejaría de la agrupación.
Durante los años peronistas, Lastra se desempeñó como docente en la Facultad de Ciencias Económicas de la Universidad de Buenos Aires. También participó de varias conferencias internacionales en representación del gobierno de su país y fue asesor legal de algunos sindicatos. 
Adherente a las ideas del peronismo, pero crítico de las acciones del mismo Perón, cuando estalló el conflicto entre el peronismo y la Iglesia católica, Lastra escogió su alineación con el catolicismo. A raíz de ello participó de las maniobras que derrocaron al presidente en 1955 integrando un comando civil que dio apoyo a los militares sublevados. Sin embargo se distanció de la Revolución Libertadora por escoger en su gabinete a «liberales» y creó junto a Alfredo Villegas Oromí al Centro de Abogados pro Imperio del Derecho, con la intención de defender a los perseguidos por el antiperonismo. Entre aquellos se encontraban José Luis de Imaz, Enrique Kleinert y Jorge Cid Besada entre otros.
En 1956 fundó el Partido Laborista Cristiano, fuerza política que tenía por objetivo aplicar los principios de la Doctrina Social de la Iglesia para armonizar las relaciones entre empresarios y obreros. El PLC se fusionaría con los Centros Populares, para crear el Partido Azul y Blanco, el cual estaba dirigido por Lastra y por Marcelo Sánchez Sorondo. Desde el PAB se intentó organizar un gran frente nacional y popular que uniera a grupos definidos como nacionalistas católicos, a los democristianos, a los conservadores y a los neoperonistas, pero la iniciativa no prosperó. En consecuencia Lastra dejó el partido y apoyó la candidatura presidencial de Arturo Frondizi. 
Cuando Mario Amadeo y Máximo Etchecopar crearon el Ateneo de la República en 1962, Lastra se unió a la nueva organización. Los ateneístas colaborarían con el régimen de la Revolución Argentina a partir de 1966, lo que le permitiría a Lastra convertirse en embajador Argentino ante la UNESCO. Esa sería la última participación pública de importancia para el abogado, que luego se jubilaría y se alejaría de la esfera pública.

## Obra
Además de sus trabajos técnicos en el campo del derecho y de sus escritos sobre política y economía, Lastra escribió una buena cantidad de textos literarios: el poemario Soledad y silencio, los libros de cuentos El prestidigitador y Cuentos raros y crueles, y las novelas Michèle y Ulises y su descendiente; además compuso las sátiras políticas Nuevo discurso de Marco Aurelio y Viaje dantesco al Infierno, y compiló una antología de poemas de Luis Cané que fueron publicados como homenaje póstumo al escritor. 